# Adromischus filicaulis

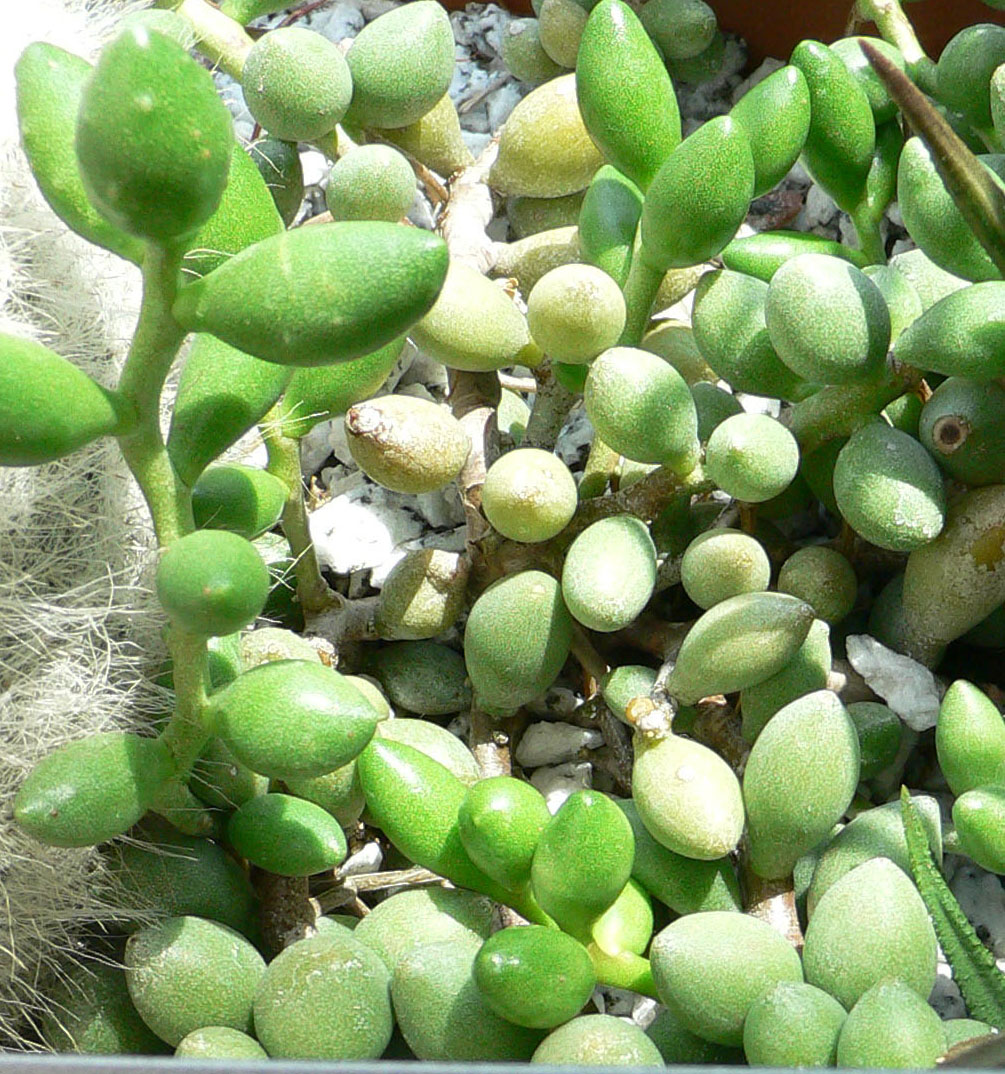
Adromischus filicaulis marlothii

Adromischus filicaulis és una espècie de planta suculenta del gènere Adromischus, pertanyent a la família Crassulaceae.

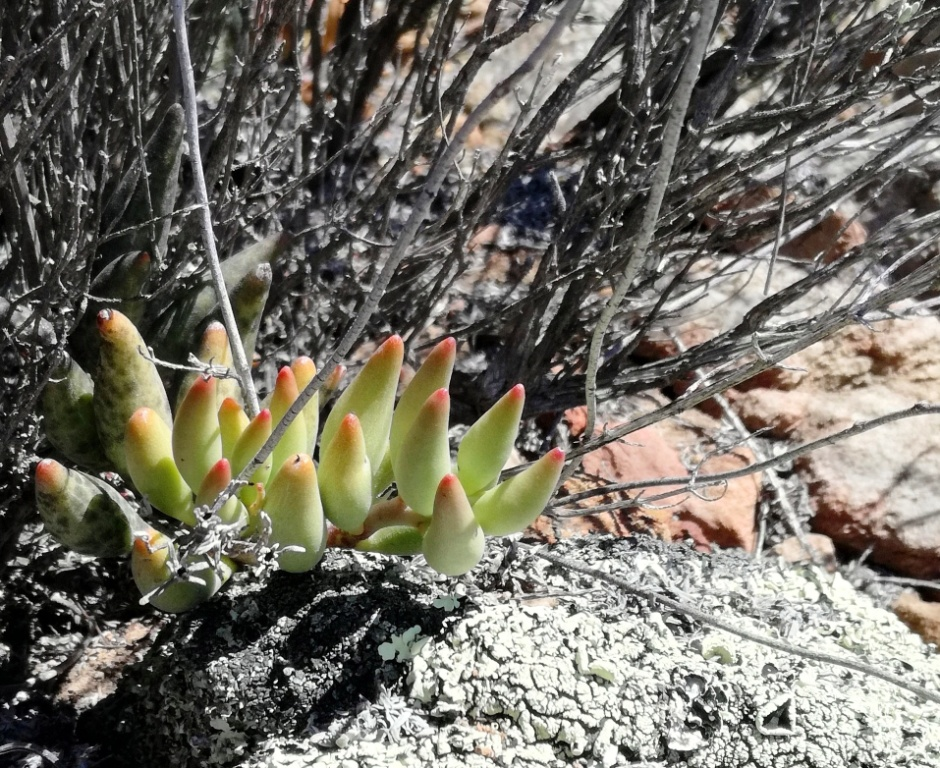
Adromischus filicaulis

## Taxonomia
Adromischus filicaulis (Eckl. & Zeyh.) C.A.Sm. va ser descrit per Christo Albertyn Smith i publicat a Bothalia 3: 630 1939.
1. ↑  «Adromischus filicaulis».   Tropicos.org.